# Бородаївська волость
Бородаївська волость — історична адміністративно-територіальна одиниця Верхньодніпровського повіту Катеринославської губернії із центром у селі Бородаївка.
Станом на 1886 рік налічувала 1 поселення, 2 сільські громади. Населення — 3551 особа (1712 чоловічої статі та 1839 — жіночої), 631 дворове господарство.
|                    | Площа, десятин | У тому числі орної, дес. |
| ------------------ | -------------- | ------------------------ |
| Сільських громад   | 7318           | 5350                     |
| Казенної власності | 407            | 30                       |
| Іншої власності    | 135            | 50                       |
| Загалом            | 7860           | 5430                     |

Єдине поселення волості:
- Бородаївка — село над Дніпром в 17 верстах від повітового міста, 3410 осіб, 620 дворів, 1 православна церква, школа, лавка, ярмарок.

За даними на 1908 рік згадується також хутір Домоткань, загальне населення волості зросло до 6 768 осіб (3374 чоловічої статі та 3394 — жіночої), 1006 дворових господарств.